# Duane Causwell
Duane Causwell (Queens, 31 maggio 1968) è un ex cestista statunitense, professionista nella NBA.

## Carriera
È stato selezionato dai Sacramento Kings al primo giro del Draft NBA 1990 (18ª scelta assoluta).

## Statistiche

### College
| Anno      | Squadra     | PG | PT | MP   | TC%  | 3P% | TL%  | RP  | AP  | PRP | SP  | PP   |
| --------- | ----------- | -- | -- | ---- | ---- | --- | ---- | --- | --- | --- | --- | ---- |
| 1987-1988 | Temple Owls | 33 | 0  | 12,1 | 49,1 | -   | 43,3 | 2,6 | 0,1 | 0,3 | 0,9 | 2,0  |
| 1988-1989 | Temple Owls | 30 | 30 | 36,0 | 51,4 | 0,0 | 68,3 | 8,9 | 0,6 | 1,0 | 4,1 | 11,3 |
| 1989-1990 | Temple Owls | 12 | -  | 34,7 | 48,6 | -   | 59,6 | 8,3 | 0,8 | 0,4 | 4,0 | 11,3 |
| Carriera  | Carriera    | 75 | 30 | 25,3 | 50,4 | 0,0 | 62,4 | 6,0 | 0,4 | 0,6 | 2,7 | 7,2  |

### NBA

#### Regular Season
| Anno      | Squadra          | PG  | PT  | MP   | TC%  | 3P%  | TL%  | RP  | AP  | PRP | SP  | PP  |
| --------- | ---------------- | --- | --- | ---- | ---- | ---- | ---- | --- | --- | --- | --- | --- |
| 1990-1991 | Sacramento Kings | 76  | 55  | 22,6 | 50,8 | -    | 63,6 | 5,1 | 0,9 | 0,6 | 1,9 | 6,9 |
| 1991-1992 | Sacramento Kings | 80  | 77  | 28,6 | 54,9 | 0,0  | 61,3 | 7,3 | 0,7 | 0,6 | 2,7 | 8,0 |
| 1992-1993 | Sacramento Kings | 55  | 45  | 22,0 | 54,5 | 0,0  | 62,4 | 5,5 | 0,6 | 0,6 | 1,6 | 8,2 |
| 1993-1994 | Sacramento Kings | 41  | 8   | 16,4 | 51,8 | -    | 58,8 | 4,5 | 0,3 | 0,5 | 1,2 | 4,4 |
| 1994-1995 | Sacramento Kings | 58  | 24  | 14,1 | 51,7 | 0,0  | 58,2 | 3,0 | 0,3 | 0,2 | 1,4 | 3,6 |
| 1995-1996 | Sacramento Kings | 73  | 26  | 14,3 | 41,7 | 0,0  | 72,9 | 3,4 | 0,3 | 0,4 | 1,1 | 3,4 |
| 1996-1997 | Sacramento Kings | 46  | 8   | 12,6 | 51,1 | 66,7 | 54,1 | 2,8 | 0,4 | 0,3 | 0,8 | 2,6 |
| 1997-1998 | Miami Heat       | 37  | 2   | 9,8  | 41,6 | -    | 57,7 | 2,7 | 0,1 | 0,2 | 0,7 | 2,4 |
| 1998-1999 | Miami Heat       | 19  | 1   | 7,2  | 57,1 | -    | 33,3 | 1,8 | 0,1 | 0,0 | 0,6 | 2,3 |
| 1999-2000 | Miami Heat       | 25  | 2   | 7,4  | 54,1 | -    | 68,4 | 1,9 | 0,1 | 0,1 | 0,6 | 2,6 |
| 2000-2001 | Miami Heat       | 31  | 14  | 12,4 | 37,6 | -    | 48,0 | 2,7 | 0,2 | 0,3 | 0,6 | 2,5 |
| Carriera  | Carriera         | 541 | 262 | 17,4 | 50,7 | 28,6 | 61,8 | 4,2 | 0,4 | 0,4 | 1,4 | 4,9 |

#### Playoffs
| Anno     | Squadra          | PG | PT | MP   | TC%  | 3P% | TL%  | RP  | AP  | PRP | SP  | PP  |
| -------- | ---------------- | -- | -- | ---- | ---- | --- | ---- | --- | --- | --- | --- | --- |
| 1996     | Sacramento Kings | 2  | 0  | 12,5 | 33,3 | 0,0 | 75,0 | 2,5 | 0,5 | 0,0 | 0,0 | 2,5 |
| 1998     | Miami Heat       | 1  | 1  | 5,0  | -    | -   | -    | 2,0 | 0,0 | 0,0 | 0,0 | 0,0 |
| 1999     | Miami Heat       | 4  | 0  | 5,0  | 50,0 | -   | 66,7 | 0,5 | 0,3 | 0,3 | 0,0 | 1,5 |
| 2001     | Miami Heat       | 1  | 0  | 5,0  | 0,0  | -   | -    | 3,0 | 0,0 | 0,0 | 0,0 | 0,0 |
| Carriera | Carriera         | 8  | 1  | 6,9  | 33,3 | 0,0 | 70,0 | 1,5 | 0,3 | 0,1 | 0,0 | 1,4 |